# Manhattan Love Story
Manhattan Love Story (Originaltitel: Maid in Manhattan, Arbeitstitel: The Chambermaid) ist eine US-amerikanische Filmkomödie aus dem Jahr 2002. Regie führte Wayne Wang. Die Hauptrollen spielten Jennifer Lopez und Ralph Fiennes.

## Handlung
Marisa Ventura ist alleinerziehende Mutter von Sohn Ty und arbeitet als Zimmermädchen in einem Hotel im New Yorker Stadtteil Manhattan. Mit tatkräftiger Nachhilfe einer Kollegin hat sie sich um die Ausbildung als Managerin beworben. Eines Tages nimmt sie ihren Sohn mit ins Hotel, wo eine Kollegin auf ihn aufpassen soll, weil der Vater des Jungen wieder einmal einen vereinbarten Termin nicht eingehalten hat. Als sie in der Suite der wohlhabenden Caroline Lane beschäftigt ist, drängt eine Kollegin Marisa, die edle Garderobe von Lane anzuziehen. Ty trifft inzwischen im Aufzug den Politiker Christopher Marshall, der mit seinem Hund spazieren gehen will. Die beiden unterhalten sich über Richard Nixon und die Lügen der Politiker. Ty fragt Marshall, ob er ihn und den Hund beim Spaziergang begleiten darf. Vorher muss Ty um die Erlaubnis seiner Mutter bitten und geht mit Marshall in die Suite, wo Marisa noch die Garderobe von Caroline Lane trägt. Marshall hält Marisa daraufhin für die Inhaberin der Suite und nennt sie Caroline. Er lädt sie ein, ebenfalls mit ihnen spazieren zu gehen.
Marshall ist so bezaubert von ihr, dass er sie über den Butler Lionel zum Dinner einladen will. Die Einladung bekommt natürlich die echte Caroline in die Suite, wo Marshall Marisa vorher angetroffen hatte. Beim Dinner soll ausgerechnet Marisa zusammen mit Butler Lionel bedienen. Marisa schafft es aber, von Marshall unerkannt zu bleiben, und dieser ist völlig überrascht, dass er beim Dinner der ihm unbekannten, echten Caroline gegenübersitzt.
Der verzweifelte Christopher lässt nach Marisa suchen und sieht sie später zufällig auf der Straße. Er lädt sie – wieder über den Butler – zu einer Abendgala ein und sie akzeptiert. Da sie sich aber für eine Stelle im Management bewirbt und die Affäre ihren Job gefährden könnte, ist sie entschlossen, die Bekanntschaft dort zu beenden. Stattdessen wird sie schwach und verbringt nach der Abendgala eine Nacht mit Marshall.
Caroline begegnet am nächsten Tag Marisa, als sie gerade aus dem Zimmer von Marshal kommt. Carolines Freundin erkennt sie als das Zimmermädchen ihrer Suite wieder. Auch die Tatsache, dass Marisa ihre Garderobe ausgeliehen hat, wird bekannt. Die Geschäftsführung des Hotels kann Caroline noch von einer Anzeige abhalten, kündigt Marisa aber fristlos. Empört darüber, kündigt Butler Lionel ebenfalls den Job.
Marisa findet eine Stelle in einem anderen Hotel, wo sie nach gewisser Zeit ins Management aufsteigen will. Auf seiner Wahlkampftour wieder in New York, gibt Marshall eine Pressekonferenz in dem Hotel, in dem Marisa inzwischen arbeitet. Sohn Ty sucht Marshalls Pressekonferenz auf und fragt ihn, ob der Politiker nicht auch meine, dass niemand perfekt sei und jeder auch nach einem Fehler eine zweite Chance verdient habe. Ty führt Marshall daraufhin zu Marisa – als sie aufeinander treffen, küssen sie sich.
Zum Ende des Films werden diverse Titelseiten von Zeitschriften gezeigt, aus denen man erfährt, dass Marshall zum Senator gewählt wurde, immer noch mit Marisa zusammen ist, die es schließlich auch zur Hotelmanagerin geschafft hat.

## Ausstrahlung
In Deutschland lief die Free-TV-Premiere am 4. Februar 2006 auf Sat.1. Diese verfolgten insgesamt 3,40 Millionen Zuschauer bei 10,1 Prozent Marktanteil, in der werberelevanten Zielgruppe waren es 15,8 Prozent Marktanteil durch 2,08 Millionen Zuschauer.

## Zitat
Ralph Fiennes zu seinem Film Maid in Manhattan:
A man has never congratulated me on that.

## Kritik
Die Zeitschrift Cinema 3/2003 bezeichnete den Film als „herzerwärmend“. Film-dienst 5/2003 bemängelte die „unoriginelle Konstruktion“ und kritisierte die Darsteller als „wenig überzeugend“. Die Rhein-Zeitung vom 7. März 2003 spottete, der Film sei für „pubertierende Mädchen“ geeignet.
Roger Ebert ist milder in seinem Urteil: „Maid in Manhattan ist ein gekonnter, glattpolierter Film nach bewährtem Muster, dem die Ausstrahlung seiner Stars Leben verleiht. Er spielt mit dem ewigen Idiot Plot Syndrome, um ein kleines Missverständnis auszuräumen, und es wird wohl niemand im Publikum geben, der nicht weiß, wie die Sache ausgeht. [Der Film] folgt dem Pfad mit einer Geschwindigkeit und mit einem Charme, dass … ja, es hat mir Spaß gemacht“.
„Wir gehen aus vielen Gründen ins Kino, einer von ihnen ist, zuzusehen, wie sich attraktive Menschen verlieben. Dafür muss man sich nicht schämen. Es ist in Ordnung, eine romantische Komödie anzuschauen. […] Aber was wir erwarten ist, dass sie nicht dumm ist, wenigstens nicht dümmer als notwendig, und dass Leute beteiligt sind, die Star-Qualitäten verkörpern“.

## Einspielergebnisse
Der Film spielte bei einem Budget von 55.000.000 $ am Premieren-Wochenende (15. Dezember 2002) in den USA 94.011.225 $ und weltweit insgesamt 154.906.693 $ ein.

## Auszeichnungen
Jennifer Lopez wurde für den Image Award, den Kids' Choice Award und den Teen Choice Award (in drei Kategorien, in einer davon gemeinsam mit Ralph Fiennes) nominiert. Der Film wurde für den Young Artist Award in der Kategorie Beste Komödie nominiert.
Außerdem erhielt Lopez eine Nominierung für die Goldene Himbeere als schlechteste Schauspielerin.
Das Magazin Time platzierte den Film unter die Top Ten der schlechtesten chick flicks (= romantische Liebesfilme, die sich an ein vorwiegend weibliches Publikum richten).